# Algarve Cup 2015
L'Algarve Cup 2015 è stata la ventiduesima edizione dell'Algarve Cup. Ebbe luogo dal 4 al 11 marzo 2015.

## Formato
Le 12 squadre erano divise in tre gironi all'italiana. In questa edizione cambiò il formato della stessa dato che tutte e tre i gruppi avevano la stessa importanza. La finale per il titolo fu disputata dalle due migliori prime dei tre gruppi.
Erano assegnati tre punti per la vittoria, uno per il pareggio e zero per la sconfitta. In caso di parità di punti, venivano considerati gli scontri diretti, la differenza reti e i gol fatti.

## Squadre
- Brasile
- Cina
- Danimarca
- Francia

- Germania
- Giappone
- Islanda
- Norvegia

- Portogallo
- Stati Uniti
- Svezia
- Svizzera

## Fase a gironi

### Gruppo A
| Squadra  | Pt | G | V | N | P | GF | GS | DR |
| -------- | -- | - | - | - | - | -- | -- | -- |
| Svezia   | 6  | 3 | 2 | 0 | 1 | 7  | 4  | +3 |
| Germania | 6  | 3 | 2 | 0 | 1 | 7  | 5  | +2 |
| Brasile  | 4  | 3 | 1 | 1 | 1 | 3  | 3  | 0  |
| Cina     | 1  | 3 | 0 | 1 | 2 | 0  | 5  | -5 |

| Albufeira 4 marzo 2015 | Brasile            | 0 – 0 | Cina | Estádio Municipal\| Arbitro: \| Stéphanie Frappart \| |
| Arbitro:               | Stéphanie Frappart |       |      |                                                       |

| Arbitro: | Carina Vitulano |

|                        |           |                                 |
| Marozsán 2’ Laudehr 3’ | Marcatori | 30’ 71’ Seger 54’ 84’ Jakobsson |

| Arbitro: | Lucila Montes |

|                     |           |  |
| Mittag 40’ Popp 76’ | Marcatori |  |

| Arbitro: | Qin Liang |

|  |           |                               |
|  | Marcatori | 20’ Marta 68’ (rig.) Andressa |

| Arbitro: | Melissa Borjas |

|           |           |                                 |
| Bruna 47’ | Marcatori | 39’ Popp 49’ Šašić 56’ Marozsán |

| Arbitro: | María Carvajal |

|                                             |           |  |
| Asllani 4’ Schelin 33’ (rig.) Jakobsson 40’ | Marcatori |  |

### Gruppo B
| Squadra     | Pt | G | V | N | P | GF | GS | DR |
| ----------- | -- | - | - | - | - | -- | -- | -- |
| Stati Uniti | 7  | 3 | 2 | 1 | 0 | 5  | 1  | +4 |
| Norvegia    | 4  | 3 | 1 | 1 | 1 | 4  | 4  | 0  |
| Svizzera    | 4  | 3 | 1 | 1 | 1 | 4  | 5  | -1 |
| Islanda     | 1  | 3 | 0 | 1 | 2 | 0  | 3  | -3 |

| Arbitro: | Ri Hyang-ok |

|                           |           |  |
| Dickenmann 57’ 66’ (rig.) | Marcatori |  |

| Arbitro: | Esther Staubli |

|               |           |               |
| Hegerberg 43’ | Marcatori | 56’ 62’ Lloyd |

| Arbitro: | Cristina Dorcioman |

|                                      |           |  |
| Morgan 55’ Rodriguez 72’ Wambach 81’ | Marcatori |  |

| Arbitro: | Gladys Lengwe |

|          |           |  |
| Haavi 9’ | Marcatori |  |

| Lagos 9 marzo 2015 | Stati Uniti   | 0 – 0 | Islanda | Estádio Municipal (500 spett.)\| Arbitro: \| Abirami Naidu \| |
| Arbitro:           | Abirami Naidu |       |         |                                                               |

| Arbitro: | Claudia Rodriguez |

|                           |           |                    |
| Rønning 51’ Herlovsen 84’ | Marcatori | 61’ Kiwic 62’ Humm |

### Gruppo C
| Squadra    | Pt | G | V | N | P | GF | GS | DR |
| ---------- | -- | - | - | - | - | -- | -- | -- |
| Francia    | 9  | 3 | 3 | 0 | 0 | 8  | 2  | +6 |
| Danimarca  | 4  | 3 | 1 | 1 | 1 | 5  | 7  | -2 |
| Giappone   | 3  | 3 | 1 | 0 | 2 | 5  | 5  | 0  |
| Portogallo | 1  | 3 | 0 | 1 | 2 | 2  | 6  | -4 |

| Arbitro: | Claudia Rodriguez |

|          |           |                          |
| Andō 17’ | Marcatori | 2’ Nielsen 58’ Rasmussen |

| Arbitro: | María Carvajal |

|  |           |               |
|  | Marcatori | 64’ Le Sommer |

| Arbitro: | Melissa Borjas |

|                                        |           |  |
| Kawamura 36’ Yokoyama 54’ Sugasawa 79’ | Marcatori |  |

| Arbitro: | Jana Adámková |

|                                            |           |             |
| Le Sommer 2’ Abily 6’ Dali 13’ Lavogez 43’ | Marcatori | 76’ Nielsen |

| Arbitro: | Carina Vitulano |

|              |           |                                     |
| Kawasumi 43’ | Marcatori | 52’ (rig.) 85’ Thiney 70’ Le Sommer |

| Arbitro: | Claudia Rodriguez |

|                           |           |                      |
| Silva 77’ (rig.) Neto 87’ | Marcatori | 54’ Nielsen 71’ Rask |

## Finale Undicesimo Posto
| Arbitro: | Abirami Naidu |

|                                         |                      |                                            |
| Rodrigues 29’ Luís 38’ Silva 89’ (rig.) | Marcatori            | 3’ Xu Yanlu 27’ Wang Shanshan 69’ Gu Yasha |
|                                         | Tiri di rigore 8 – 7 |                                            |

## Finale Nono Posto
| Arbitro: | Gladys Lengwe |

|                |           |  |
| Miyama 47’ 59’ | Marcatori |  |

## Finale Settimo Posto
| Arbitro: | Jana Adámková |

|                                    |           |           |
| Marta 30’ 77’ Bia 37’ Andressa 82’ | Marcatori | 45’ Wälti |

## Finale Quinto Posto
| Arbitro: | Lucila Montes |

|                                              |           |                |
| Gulbrandsen 7’ 34’ 44’ Wold 65’ Bjånesøy 71’ | Marcatori | 60’ 73’ Harder |

## Finale Terzo Posto
| Arbitro: | Qin Liang |

|               |           |                    |
| Jakobsson 64’ | Marcatori | 3’ Mittag 52’ Popp |

## Finale
| Arbitro: | Cristina Dorcioman |

|  |           |                       |
|  | Marcatori | 7’ Johnston 41’ Press |

## Classifica finale
| Posizione | Squadra     |
| --------- | ----------- |
| 1         | Stati Uniti |
| 2         | Francia     |
| 3         | Germania    |
| 4         | Svezia      |
| 5         | Norvegia    |
| 6         | Danimarca   |
| 7         | Brasile     |
| 8         | Svizzera    |
| 9         | Giappone    |
| 10        | Islanda     |
| 11        | Portogallo  |
| 12        | Cina        |

## Classifica marcatrici
4 reti
- Sofia Jakobsson

3 reti
- Marta
- Sanne Troelsgaard Nielsen
- Eugénie Le Sommer
- Alexandra Popp
- Solveig Gulbrandsen

2 reti
- Andressa
- Pernille Harder
- Gaëtane Thiney
- Dzsenifer Marozsán
- Anja Mittag
- Kozue Andō
- Dolores Silva
- Caroline Seger
- Lara Dickenmann
- Carli Lloyd

1 rete
- Bia
- Bruna
- Gu Yasha
- Wang Shanshan
- Xu Yanlu
- Caroline Rask
- Johanna Rasmussen
- Camille Abily
- Kenza Dali
- Claire Lavogez
- Simone Laudehr
- Célia Šašić
- Yuri Kawamura
- Nahomi Kawasumi
- Aya Miyama
- Yuika Sugasawa
- Kumi Yokoyama
- Melissa Bjånesøy
- Emilie Haavi
- Ada Hegerberg
- Isabell Herlovsen
- Ingrid Moe Wold
- Trine Bjerke Rønning
- Laura Luís
- Cláudia Neto
- Filipa Rodrigues
- Kosovare Asllani
- Lotta Schelin
- Fabienne Humm
- Rahel Kiwic
- Lia Wälti
- Julie Johnston
- Alex Morgan
- Christen Press
- Amy Rodriguez
- Abby Wambach